# Łodziska Leśniczówka
Łodziska Leśniczówka – zlikwidowany w 1973 roku wąskotorowy przystanek osobowy w Łodziskiej na linii kolejowej Myszyniec – Grabowo Wąskotorowe, w powiecie ostrołęckim, w województwie mazowieckim, w Polsce.